# Florian Orchowski
Florian Orchowski herbu Nałęcz (zm. przed 30 czerwca 1667 roku) – stolnik chełmski od 1660 roku, podstoli chełmski w 1660 roku.
Poseł sejmiku chełmskiego na sejm 1661 roku, sejm 1662 roku, oba sejmy 1666 roku, sejm 1667 roku.